# Seiyū
Seiyū (jap. 声優) – japoński aktor głosowy, użyczający głosu bohaterom w słuchowiskach radiowych, anime, grach komputerowych, a także dubbingujący na język japoński zagraniczne produkcje. Ponieważ przemysł animacji w Japonii produkuje 60% animowanych seriali na świecie, aktorstwo głosowe w Japonii ma znacznie większą wagę niż w większości innych krajów.

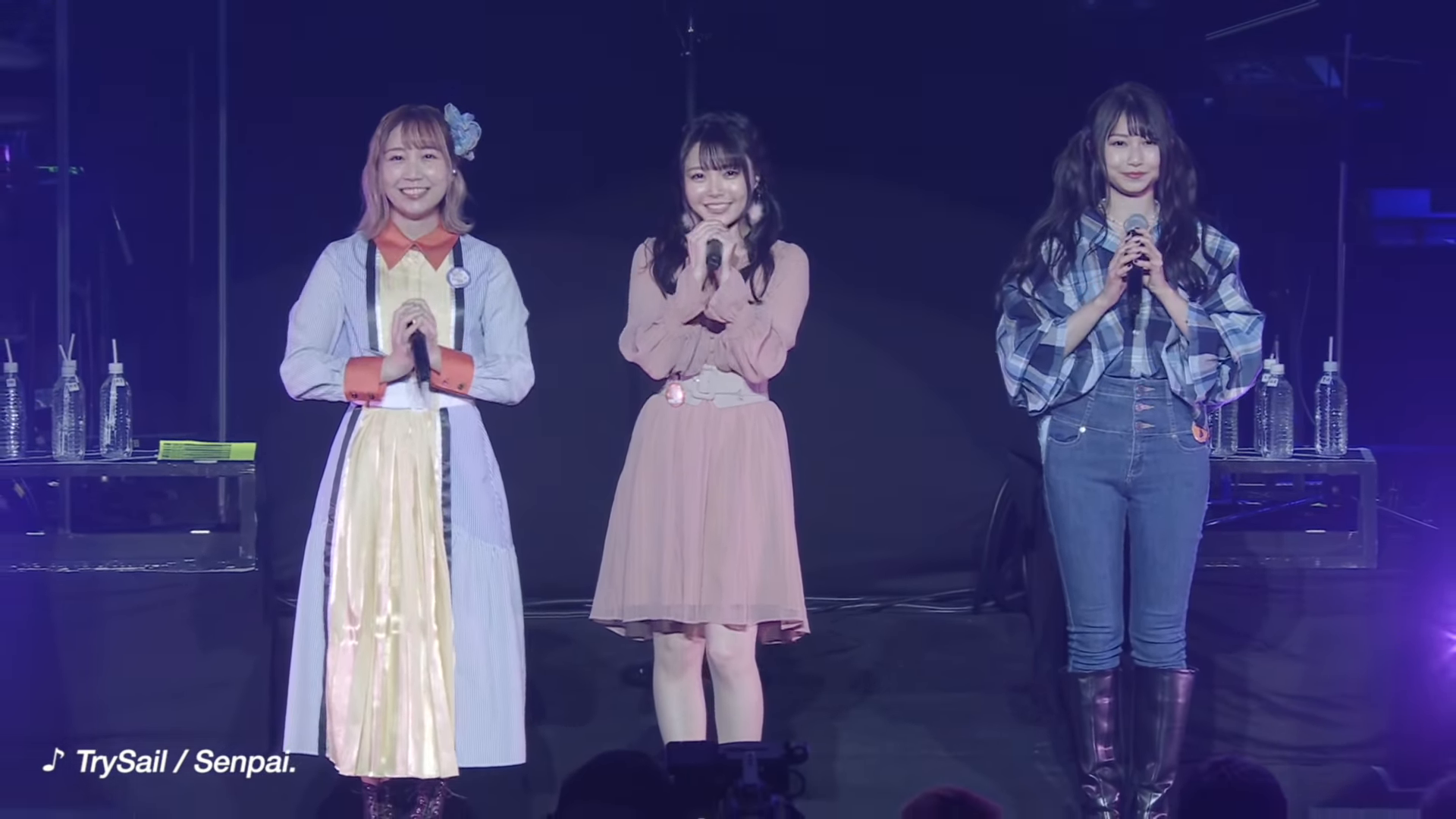
Aktorki seiyū Momo Asakura, Sora Amamiya i Shiina Natsukawa

Poza Japonią mianem seiyū określa się osobę podkładającą głos do produkcji japońskich, podobnie jak terminów manga i anime używa się w stosunku do komiksów i filmów animowanych tworzonych przez Japończyków. Seiyū są w Japonii bardzo popularni, niektórzy z nich robią większą karierę niż tradycyjni aktorzy, np. Megumi Hayashibara, Kikuko Inoue, Aya Hirano, Aya Hisakawa, Rie Kugimiya czy Romi Paku. Niektórzy aktorzy głosowi, zwłaszcza aktorki, mają także swoje międzynarodowe fankluby. Niektórzy seiyū wykorzystują swoją sławę, aby zadebiutować na rynku muzycznym jako piosenkarze.
Istnieje około 130 szkół dla aktorów głosowych w Japonii. Firmy nadawcze i agencje talentów często mają swoje własne zespoły seiyū. Publikowane są również czasopisma specjalnie im poświęcone, z których Voice Animage jest wydawany najdłużej.
Termin „character voice” (jap. キャラクターボイス kyarakutā boisu; w skrócie „CV”, dosłownie „głos postaci”) jest powszechnie używany od lat 80. XX wieku przez takie japońskie magazyny anime jak „Animec” i „Newtype”, w celu opisania seiyū związanego z konkretną postacią z anime lub gry.

## Znani seiyū i ich ważniejsze role
- Kae Araki (Czarodziejka z Księżyca, Digimon (seria 1), Digimon (seria 2), Digimon)
- Keiko Han (Czarodziejka z Księżyca)
- Masako Nozawa (Dragon Ball, One Piece)
- Megumi Hayashibara (Neon Genesis Evangelion, Cowboy Bebop, Uchū no kishi Tekkaman Blade, Love Hina, Pokémon, Król szamanów, Ranma ½, Slayers)
- Rica Matsumoto (Pokémon)
- Kotono Mitsuishi (Czarodziejka z Księżyca, Neon Genesis Evangelion, Excel Saga)
- Yūko Miyamura (Neon Genesis Evangelion)
- Ichirō Nagai (Sazae-san, Gundam, Dragon Ball)
- Megumi Ogata (Czarodziejka z Księżyca, Neon Genesis Evangelion)
- Ryōtarō Okiayu (Bleach, D.N.Angel)
- Kappei Yamaguchi (Death Note, One Piece, Gravitation, Kyattō Ninden Teyandee, Ranma ½)
- Ikue Ōtani (One Piece, Pokémon, Naruto)
- Romi Paku (Fullmetal Alchemist, Axis Powers Hetalia, Naruto, Siedmiu samurajów, Bleach, NANA, Ninja Scroll, Król szamanów)
- Toshiyuki Morikawa (Uchū no kishi Tekkaman Blade, Digimon (seria 2), Naruto, Bleach, Yu-Gi-Oh!, Kidō Shinseiki Gundam X)
- Takehito Koyasu (Uchū no kishi Tekkaman Blade, Król szamanów)
- Jun Fukuyama (Tsubasa Reservoir Chronicle, Code Geass: Lelouch of the Rebellion, Princess Princess, ×××HOLiC, Vampire Knight, Kuroshitsuji, Ao no Exorcist)
- Maaya Sakamoto (The Vision of Escaflowne, Soul Eater, Ouran High School Host Club)
- Rie Tanaka (Chobits)
- Kōichi Yamadera (Cowboy Bebop, Neon Genesis Evangelion, Ranma ½)
- Mamoru Miyano (Death Note, Ouran High School Host Club, Vampire Knight, Wolf’s Rain, Soul Eater)
- Hiroshi Kamiya (Honey and Clover, Fate/stay night, Bakemonogatari, Durarara!!, Arakawa Under the Bridge)
- Noriaki Sugiyama (Naruto, Bleach, Fate/stay night)